# Tusculum über der Alb

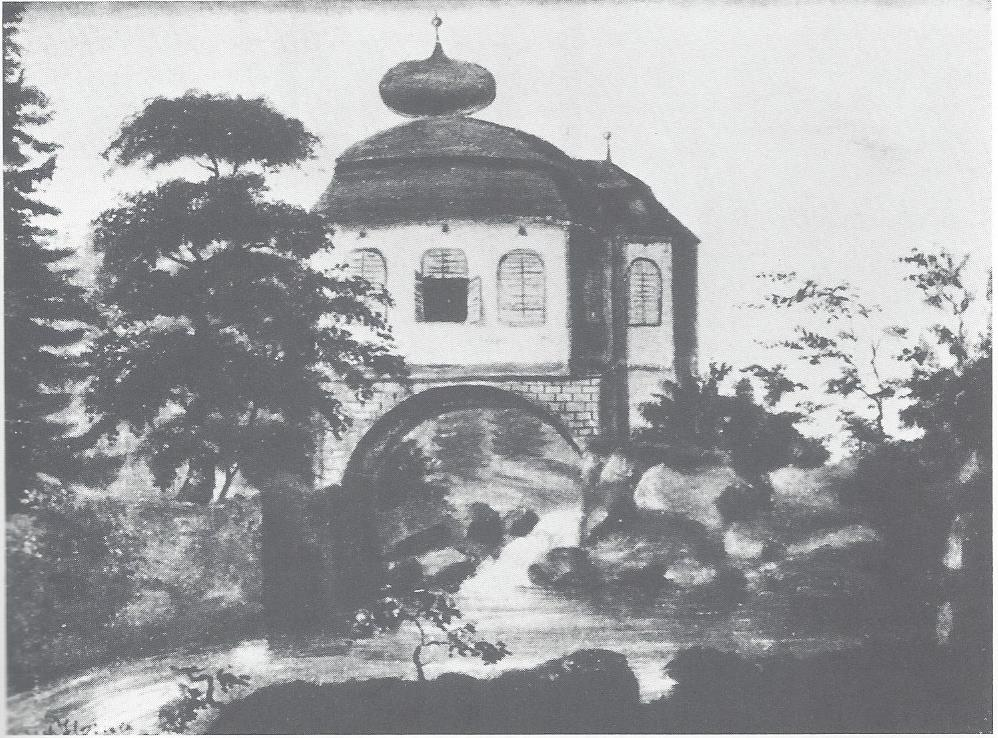
Das Tusculum über der Alb, aquarellierte Zeichnung um 1800

Das Tusculum über der Alb nach den Akten Klein Lauffenburg ist ein abgegangenes Lusthaus über der Alb in St. Blasien im Südschwarzwald, das Fürstabt Meinrad Troger 1761 errichten ließ.

## Entstehung
Der ab 1761 selbständige Baumeister und Architekt Ferdinand Weitzenegger besichtigte den Bauplatz zusammen mit Abt Meinrad, doch das angedachte Lusthaus fand später nur eine Ausführung als schlichter Fachwerkaufbau. Das einstöckige Gebäude wurde auf einem felsigen Terrain errichtet. Der steinerne Hochbogen, der das Gebäude trug, hatte eine Spannweite von ungefähr acht Metern. Die Stuckarbeiten  schuf Franz Anton Vogel.

## Beschreibung
Baupläne sind nicht erhalten. Eine in lokaler Tradition Hans Thoma zugeschriebene Aquarellzeichnung zeigt den auf einem Bogen errichten Saal mit etwas verbreiterten rückwärtigen Gebäudeanteilen. Eine Zwiebelhaube über einem geknickten Walmdach auf der Zeichnung kann als Turm einer rückwärtigen Kapelle interpretiert werden. Für eine etwaige Kapelle sprechen die abgelegene Lage des Lusthauses und die vorgeschriebenen Stundengebete. Das Bauwerk selbst war etwa zehn Meter hoch und besaß einen zwiebelförmigen Dachaufsatz. Ein berichteter Bildersaal, vermutlich ähnlich dem zeitgleichen Saal im Obergeschoss von Schloss Bürgeln, ermöglichte aus drei rundbogigen Fenstern den Blick auf den Wasserfall.

## Nutzung
Der von der antiken Sommerresidenz Ciceros in den Albanerbergen südöstlich von Rom abgeleitete Name Tusculum deutet auf eine Nutzung als sommerlicher Konferenzsaal. Das Gebäude wurde auch von den Nachfolgern Trogers genutzt. Der Freiburger Bildhauer Johann Christian Wentzinger weilte auf Einladung von Martin Gerbert am 16. Juli 1782 in dem Gebäude. Beat Fidel Zurlauben bedankte sich am 20. August 1785 bei Gerbert für den Aufenthalt mit seiner Tochter im délicieux Tusculum. Nach der Säkularisation des Klosters wurde das Tusculum vorübergehend als Tanz- und Festsaal der Arbeiter der ab 1809 im Klosterkomplex ansässigen Badischen Gewehrfabrik genutzt.

## Abbruch
Auf Anordnung des Fabrikdirektors David von Eichthal wurde 1824 das Gebäude mit der Begründung der Baufälligkeit bis auf die Fundamente abgerissen. Das Material wurde anderweitig verwendet. Eine Wiederverwendung von geschlossenen Bauteilen ist jedoch nicht belegt.